# Лейчицы (Бобруйский район)
Ле́йчицы (бел. Лейчыцы) — деревня в составе Бортниковского сельсовета Бобруйского района Могилёвской области Республики Беларусь.

## Население
- 1999 год — 99 человек
- 2010 год — 80 человек